# Первое правительство Каи Каллас
Правительство Каи Каллас (эст. Kaja Kallase valitsus) — коалиционное правительство Эстонии, действовавшее с 26 января 2021 года по 14 июля 2022 года под председательством Каи Каллас.

## История
14 января 2021 года, после отставки премьер-министра Юри Ратаса на фоне коррупционного скандала, президент Керсти Кальюлайд выдвинула кандидатуру Каллас на пост главы нового кабинета. 25 января парламент Эстонии 70 голосами «за» и 30 «против» предоставил Кае Каллас, представляющей правоцентристскую Партию реформ, полномочия на формирование правительства. В ходе дебатов Каллас обязалась не вступать в политические блоки с Консервативной народной партией, входившей в правительство Ратаса, не поддерживать принятие правовой нормы об определении брака исключительно как союза между мужчиной и женщиной, а также прекратить инвестиции в разработку залежей ископаемого топлива. 26 января правительство приведено к присяге.
3 июня 2022 года с согласия президента Алара Кариса от должности были освобождены представители Центристской партии Эстонии: министр административного управления Яак Ааб, министр здоровья и труда Танель Кийк, министр иностранных дел Эва-Мария Лийметс, министр экономики и инфраструктуры Таави Аас, министр внутренних дел Кристиан Яани, министр окружающей среды Эрки Сависаар и министр культуры Тийт Терик.
14 июля 2022 года правительство ушло в отставку.

## Состав
- Премьер-министр — Кая Каллас (ПР)
- Министр финансов[англ.] — Кейт Пентус-Розиманнус (ПР)
- Министр административного управления[англ.] — Яак Ааб (ЦП) до 3 июня 2022 года, Кейт Пентус-Розиманнус (и. о.) с 3 июня 2022 года[5]
- Министр иностранных дел — Эва-Мария Лийметс (ЦП) до 3 июня 2022 года, Андрес Сутт (и. о.) с 3 июня 2022 года[5]
- Министр экономики и инфраструктуры[англ.] — Таави Аас (ЦП) до 3 июня 2022 года, Марис Лаури (и. о.) с 3 июня 2022 года[5]
- Министр предпринимательства и информационных технологий[англ.] — Андрес Сутт (ПР)
- Министр юстиции[англ.] — Марис Лаури (ПР)
- Министр обороны — Калле Лаанет (ПР)
- Министр культуры[англ.] — Аннели Отт (ЦП) до 2 ноября 2021 года, Тийт Терик[англ.] с 8 ноября 2021 года до 3 июня 2022 года, Лийна Керсна (и. о.) с 3 июня 2022 года[5]
- Министр внутренних дел — Кристиан Яани (ЦП) до 3 июня 2022 года, Калле Лаанет (и. о.) с 3 июня 2022 года[5]
- Министр образования и науки[англ.] — Лийна Керсна (ПР)
- Министр окружающей среды[англ.] — Тынис Мёльдер (ЦП) до 18 ноября 2021 года, Эрки Сависаар[англ.] с 18 ноября 2021 года до 3 июня 2022 года, Урмас Круузе (и. о.) с 3 июня 2022 года[5]
- Министр здоровья и труда[англ.] — Танель Кийк (ЦП) до 3 июня 2022 года, Сигне Рийсало (и. о.) с 3 июня 2022 года[5]
- Министр социальной защиты[англ.] — Сигне Рийсало (ПР)
- Министр сельской жизни[англ.] — Урмас Круузе (ПР)